# Synchlora minuata
Synchlora minuata är en fjärilsart som beskrevs av Walker 1866. Synchlora minuata ingår i släktet Synchlora och familjen mätare. Inga underarter finns listade i Catalogue of Life.